# Џон Керван
Сер Џон Џејмс Патрик Керван (енгл. John Kirwan; 16. децембар 1964) бивши је новозеландски рагбиста, а садашњи рагби тренер. Рођен је у Окленду, а његов деда је играо за рагби 13 репрезентацију Новог Зеланда. Џон Керван је играо рагби 15 у Јапану, Италији и на Новом Зеланду, а играо је и рагби 13 за Окленд вориорсе. За ол блексе је одиграо 63 тест мечева и постигао 143 поена. Са репрезентацијом Новог Зеланда освојио је титулу светског првака 1987. Играчку каријеру је завршио у Јапану, где је почео да ради као тренер. Био је асистент, па главни тренер Блузса, асистент, па селектор Италије и селектор Јапана. Предводио је Јапан на два светска првенства (2007, 2011). Ожењен је и има три детета, поред енглеског, добро говори јапански и италијански језик. Годинама се борио против депресије. Члан је новозеландске спортске куће славних. 